# 人造需求
人造需求（英語：Artificial demand），是人工創出的市場對產品的需求，指該產品本身並不是真正的市場需求，但透過廣告、營銷或其他經濟與宣傳的方式，創造出來的市場需求。這會造成社會無謂損失和浪費。
人造需求例子包括，一個醫生以市場推廣方法，令一個健康的人進行不必要的手術或醫療，政府推動以創造職位為主因的基建工程，也可視為人造需求。